# Eurysthée
Dans la mythologie grecque, Eurysthée (en grec ancien Εὐρυσθεύς / Eurystheús), fils de Sthénélos et de Nicippé (ou Ménippé), est roi de l'Argolide (région comprenant Mycènes et Tirynthe). Il est   l'ennemi d'Héraclès et le  commanditaire des douze travaux d'Héraclès.

## Naissances
Alcmène donne naissance à Héraclès, le plus important des fils de Zeus. 
Héra, jalouse de n'avoir eu aucun rôle dans la conception du plus grand de tous les héros, décide de priver l'enfant du trône de l'Argolide, qui lui revient de droit. 
Zeus laisse échapper le secret de la naissance imminente du héros. Il déclare devant les autres dieux que « Ce jour un homme naîtra d'une mortelle, appartenant à une race du sang de Zeus lui-même, et qu'il régnera sur ceux qui habitent autour de lui ».
Par ailleurs, la femme de Sthénélos est enceinte de sept mois à ce moment-là, et comme Sthénélos est un descendant de Persée, son fils, Eurysthée, sera aussi à même d'accomplir la prophétie de Zeus sur Héraclès. 
De plus, Amphitryon (époux d'Alcmène) ayant tué accidentellement son beau-père Électryon (roi de Mycènes), Sthénélos, frère d'Electryon, s'est emparé du trône de Mycènes et a banni Amphitryon et Alcmène d'Argolide. 
Héra charge alors Ilithyie, la déesse qui préside aux enfantements, de hâter la naissance d'Eurysthée et de retarder la délivrance d'Alcmène. 
Une servante, Galanthis, amène par ruse la déesse à renoncer à son projet. 
Le temps passe et il est trop tard pour qu'Héraclès réalise la prophétie de Zeus. Ainsi Eurysthée hérite de l'Argolide.

## Servitude d'Héraclès

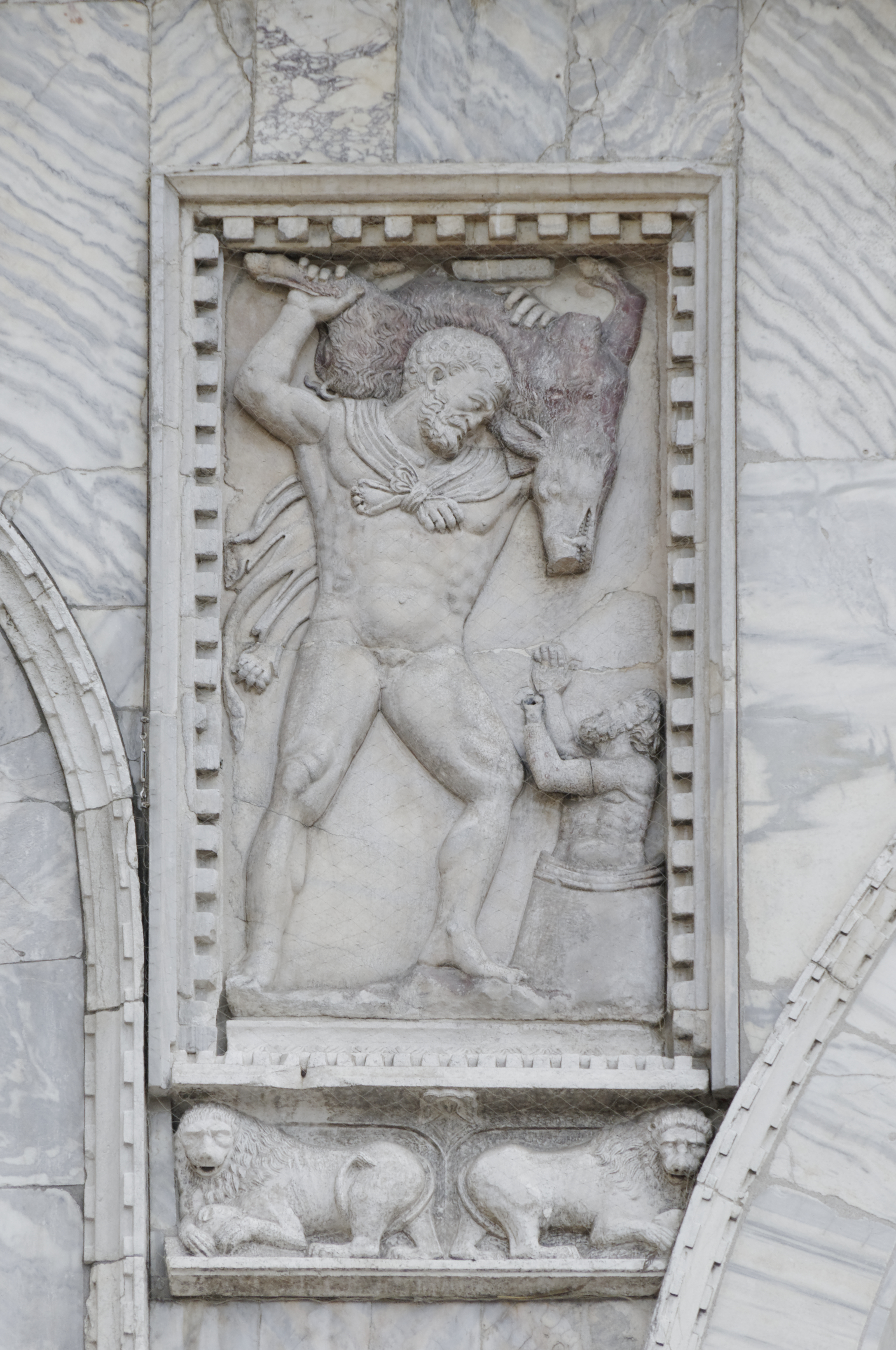
Relief d'Héraclès portant le sanglier d'Érymanthe et terrorisant Eurysthée réfugié dans une jarre, façade occidentale de la basilique Saint-Marc à Venise.

Héraclès, dans un accès de folie causé par Héra, tue son épouse Mégara et leurs enfants. 
L'oracle de Delphes ordonne au héros de se mettre au service d'Eurysthée et d'accomplir tout d'abord dix travaux. 
Jaloux de la puissance et de la force d'Héraclès, ainsi que de ses droits au trône de l'Argolide, Eurysthée lui impose une suite d'exploits si formidables que seul un véritable fils et protégé de Zeus peut les mener à bien. 
Eurysthée fait preuve de lâcheté. Lorsque Héraclès lui apporte la peau du sanglier d'Erymanthe, il se cache dans une jarre en bronze. À la suite de cela, il défend à Héraclès de pénétrer dans la ville (soit Tirynthe soit Mycènes) et lui envoie son oncle Coprée, un héraut, lui porter ses ordres. Dans la pièce d'Euripide, Les Héraclides, il est plus cruel que lâche.
Eurysthée refusera par deux fois de reconnaître le travail accompli par Héraclès (l'hydre de Lerne et les écuries d'Augias). Ainsi, Héraclès devra accomplir deux travaux en plus des dix imposés au départ.

## Persécution des Héraclides
Après l'apothéose d'Héraclès sur l'Olympe, Eurysthée continue de le persécuter à travers ses descendants. 
Céyx, le roi de Trachis, refuse de leur accorder sa protection, car Eurysthée l'a attaqué, lui ordonnant de les lui livrer. 
Les descendants s'enfuient en Attique. Démophon, le fils de Thésée, les installe à Marathon et livre bataille à Eurysthée avec succès. Ce dernier s'enfuit de l'Attique, et le fils d'Héraclès, Hyllos, tue ses persécuteurs aux Roches Scironniennes, dans l'isthme de Corinthe.
Selon une version différente, Eurysthée est capturé vivant, mais est mis à mort par ordre d'Alcmène, en dépit des protestations des Athéniens. Parce qu'ils ont essayé de le sauver, Eurysthée promet aux habitants d'Athènes que son corps protégera leur pays des invasions ; aussi, ceux-ci l'enterrent-ils à la frontière.
Selon Thucydide, Eurysthée confie son royaume à son oncle maternel Atrée avant de périr en Attique.

## Sources
- Pseudo-Apollodore, Bibliothèque [détail des éditions] [lire en ligne] (II, 4, 5 ; II, 5, 9 ; II, 8, 1 ; III, 9, 2).
- Diodore de Sicile, Bibliothèque historique [détail des éditions] [lire en ligne] (IV, 9, 5 ; IV, 57, 6).
- Euripide, Les Héraclides [détail des éditions] [lire en ligne].
- Pausanias, Description de la Grèce [détail des éditions] [lire en ligne] (I, 32, 6, I, 44, 9 ).
- Pindare, Odes [détail des éditions] (lire en ligne) (Pythiques, IX, 79 ; XI).